# 宿命迴響
宿命迴響（takt op.）是由DeNA和萬代南夢宮旗下子公司萬代南夢宮 Music Live（與Lantis重組前為萬代南夢宮藝術）共同製作的跨媒體計劃，以古典音樂為主題。
電視動畫《宿命迴響：命運節拍》（takt op.Destiny）於2021年10月5日至12月21日播映。
手機遊戲《宿命迴響 takt op.》（日语：takt op. 運命は真紅き旋律の街を）原定於2021年上市，經延期後於2023年6月28日推出由萬代南夢宮 Music Live代理發行的日文版與DeNA旗下海外子公司DeNA Hong Kong所代理發行含繁體中文、簡體中文、英文、韓文、泰文的國際版，而簡體中文版由DeNA旗下夢寶谷海外子公司上海蛙撲所代理，於2023年10月18日推出。2024年2月8日DeNA公告，因業務發展上的調整，日版及國際版將於2024年4月9日停止營運。2024年5月10日，簡體中文版公告将于7月30日终止运营。

## 登場角色

### 主要角色
朝雛磔人（聲：內山昂輝）
奏者「命運」的指揮者。父親為10年前死去的指揮家朝雛賢二（配音：三上哲），父亲死后一直醉心于练习钢琴，认为自身只剩下音乐的技能。在嘉年华中与珂賽特合奏后遭遇D2袭击，右手受伤，之后珂賽特身上的哈爾莫妮亞礦石觉醒，其中的力量以其右手为代价，将珂賽特重生为「命運」。之后与「命運」组合抗击D2，并且按照萊尼的提议，与安娜三人一起前往纽约。对于「命運」我行我素的行动感到无奈，而称呼其为“笨蛋奏者”。
由于与命运的结合导致身体被侵蚀，在与扎甘的最终战斗后，在夏洛特的帮助下进行冬眠治疗。
至《宿命迴響 takt op.》時已過了二十年，在柏林的交響樂團基地繼續沉睡，直到一次的D2袭击事件中甦醒，但忘卻了過去的記憶。臨危受命的指揮奏者對抗D2。
珂賽特・施耐德（聲：若山詩音）
法國出生，三年前為了逃離戰火而來到美國，施耐德家的養女，和朝雛磔人成为青梅竹马。性格阳光活泼，会弹钢琴，长年相处下对磔人有感。在一次交响乐团举办的嘉年华中，争取到一个让磔人演奏钢琴的机会，并且两人也同台演出，演出后受到D2突袭，为了保护磔人而受伤身亡。身上带着的哈爾莫妮亞礦石项链觉醒，最终被其中的力量依附，重生为奏者「命運」，并失去了原有的人格和记忆。
安娜・施耐德（聲：本渡楓）
珂賽特的姊姊。对于珂賽特的死亡十分悲伤，所以十分疼爱重生的「命運」，将「命運」当成珂賽特对待而无法放下珂賽特已经逝世的心结，在长期相处后才放下心结。对于珂賽特（「命運」）与磔人经常拌嘴也十分头疼。在與磔人和「命運」三人一起前往纽约的旅途中负责开车。
動畫故事結局加入了交響樂團，並且剪了短髮。結尾成為奏者，繼任「命運」的名號與力量。

### 奏者
能運用「哈爾莫妮亞礦石」的能量對抗D2。

#### 動畫《宿命迴響：命運節拍》中登場
除了命運和女武神外，其餘皆為在動畫中首次登場（而非在遊戲的宣傳資料中出現）。
命運（聲：本渡楓（遊戲）、若山詩音（電視動畫））
與磔人一起行動的奏者。目前附身在珂賽特·施耐德身上，失去了珂賽特原有的人格和记忆，性格冷漠直率，说话一板一眼，以消灭D2作为自己的使命。在长期的旅途中见识人们的生活后，逐渐变得人性化。
使用能切换为砍剑和枪模式的武器，打斗方式不会顾忌力量使用是否过度，比其他奏者有更强感知D2的能力。平时会解除武装，变成珂賽特平常的模样，现身时会以磔人的右手消失为代价，并且以消耗磔人的生命力转化为战斗力。被萊尼认为存在异常，建议到纽约交响乐团检查。由于战斗需要消耗大量能量而十分貪吃。最終在磔人親手殺掉扎甘後，平息了紐約交響樂團的危機，與磔人一同漂到附近的海岸邊，最終向磔人告白後，化作花瓣消失在昏睡的磔人身邊，並留下f孔。
巨人／泰坦（聲：伊藤美來）
動畫第3話出場，萊尼的奏者。性格活泼，但暗中也会有成熟大姐的口吻，使用类似霰弹枪的武器。
女武神／瓦爾基麗（聲：上坂堇）
動畫第5話出場，隸屬交響樂團的奏者，沒有指揮者。使用剑和盾牌作为武器。
性格認真固執，將與D2戰鬥視作奏者的存在意義。重視規則，对于半路收留、我行我素的磔人等人十分怒火，但看见磔人指挥命运作战的过程而感到敬佩。
地獄（聲：上田麗奈）
動畫第5話出場。隸屬交響樂團的奏者。原跟隨辛德勒一起行動，在辛德勒被撤掉首席指挥官后跟随天国离开。使用脚穿尖面的披薩刀作为武器，同时拥有召唤和操縱D2的能力（表现为类似一把音叉），辛德勒承认其是「命運」诞生时D2来袭的主因。最終和天國一起合體成地獄中的奧菲歐，對抗前來的磔人和命運。
天國（聲：水瀨祈）
動畫第6話登場。隸屬交響樂團的奏者，手持一把长伞作为武器，可以在连射枪、手枪、护盾模式之间切换。辛德勒攻击磔人时，带令撤销辛德勒的职务，收回“地狱”，并要求其他在場者对此事保密。最終和地獄一起合體成地獄中的奧菲歐，對抗前來的磔人和命運。
地獄中的奧菲歐（配音：三石琴乃）
「天國」与「地狱」的合体。使用类似浮游的竖琴，具有机枪射击和导弹发射能力，自身也能一定程度的恢复能力。在与命运的对决中最终被击败。

#### 遊戲《宿命迴響 takt op.》中登場
遊戲中的奏者，有部分於動畫第11－12話登場。
命運（聲：本渡楓）
喚醒磔人的奏者，溫文儒雅的少女。
木星（聲：依田菜津）
駐守柏林的奏者之一，性格直率的綠髮少女。
小星星變奏曲（聲：指出毬亞）
駐守柏林的奏者之一，活潑的黃髮小女孩，其外貌和性格都散發著童真之趣。
看起來年幼，但作為奏者的資歷卻在女武神之上。
瓦爾基麗／女武神（聲：上坂堇）
駐守柏林的奏者之一，少數認識磔人過去的人，看到他甦醒後非常吃驚。
對他在當年紐約大戰時沒帶上自己一事有所不滿，所以一開始對他的態度不是很好。
卡門（聲：花守由美里）
駐守柏林的奏者之一，美艷成熟的黑髮女性。
胡桃鉗（聲：洲崎綾）
駐守柏林的奏者之一，將戰鬥視為使命的努力女孩。
波麗露（聲：芹澤優）
駐守柏林的奏者之一，我行我素的短髮少女。
蝙蝠（聲：朝井彩加）
月光（聲：黑澤朋世）
示巴女王貝爾吉斯（聲：高橋李依）
從前線被招回柏林的奏者，華麗而高貴的女性，性格高傲，實力強悍。
喜歡建議和執導別人，導致大多數人都對她敬而遠之。對指揮者的要求很高，會為讓其達成自己的期望而不斷調教，結果因為沒人能承受而被人稱為指揮家毀滅者。
達夫尼與克羅伊（聲：河瀨茉希）
G弦上的詠嘆調（聲：金元壽子）
魔王（聲：東城日沙子）
威風凜凜／威風堂堂（聲：立花日菜）
幻想即興曲（聲：河野日和）
卡農
阿萊城姑娘（聲：赤崎千夏）
給愛麗絲（聲：石見舞菜香）
天鵝湖（聲：嶋原彩心）
魔彈射手（聲：羊宮妃那）
鐘（聲：菱川花菜）
四季·春（聲：村上真夏）
四季姊妹中的三女，我行我素的少女。
四季·夏（聲：森永千才）
四季姊妹中的么妹。
四季·秋（聲：真堂圭）
四季姊妹中的次女。
四季·冬（聲：野野村真白）
四季姊妹中的大姊。
為已逝公主的孔雀舞曲／悼念公主的帕凡舞曲（聲：小清水亞美）
實力高強的奏者，有獨自摧毀一條街的戰鬥力，被譽為交響樂團的最高傑作。指揮家為斯坦因。
在五年前去往漢堡執行任務，結果一去不回，至今拒絕回歸的命令。收養著漢堡研究所事件的倖存者-迪恩與萊婭，害怕他們被交響樂團逼迫成為指揮者與奏者，所以才一直拒絕回歸。
最後為保護萊婭而被D2重創，f字孔遭到破壞，死前回想起人類時期的記憶，得知了斯坦因就是自己的親生母親，為了陪伴她才成為她的指揮者。
為已逝公主的孔雀舞曲／悼念公主的帕凡舞曲（萊婭·克勞斯）（聲：安濟知佳）
新生的奏者，渴望自由的好勝少女。
本名萊婭·克勞斯，與雙胞胎哥哥迪恩同為漢堡研究所事件的倖存者，被孔雀所收養。
孔雀死後，為了找回被D2帶走的迪恩，自願成為奏者，繼任了孔雀的樂譜與名號。但也因而失去了萊婭原有的記憶，讓甦醒後第一時間識到奏者化的磔人難以接受。雖是如此，但似乎仍受萊婭的影響，對D2深惡痛絕。常常為消滅D2而不顧指揮，與天方夜譚同列為奏者中的問題兒童。
天方夜譚（聲：廣原富）
新調任到柏林的奏者，討厭戰鬥的厭世少女。
討厭僅因為自己是奏者就被強加在身上的責任，認為戰鬥沒有任何意義，因此總是消極怠工，與孔雀同列為奏者中的問題兒童。
很喜歡編寫故事，也會閱讀書本，雖然書評有時很辛辣，但無論故事是自己喜不喜歡的類型都會堅持讀完。有時會對其他人講述故事，但又常常不講完，讓人非常在意後續。
歡樂頌
世界最初誕生的奏者，她向人類展示如何對抗黑夜隕鐵。擁有壓倒性的強大力量，其餘奏者皆以她為原型製造。
在一次與D2的大戰中，冒著生命危險擊碎巨大的黑夜隕鐵，隨即銷聲匿跡。
大海（聲：井澤詩織）
有著藝術家氣質的奏者，隨心所欲的藍髮少女。
弦樂小夜曲（聲：高橋花林）
新調任到柏林的奏者，盛氣凌人的天才少女。
唐·喬凡尼／浪子終受罰（聲：高橋未奈美）
與弦樂小夜曲一起調任到柏林的奏者，男裝麗人。
唐懷瑟／唐豪瑟（聲：菲魯茲·藍）
謎語變奏曲（聲：富田美憂）
春江花月夜
僅陸服登場。
閒聊波爾卡（聲：山根綺）

#### 遊戲《宿命迴響 takt op.》連動角色
泰坦／巨人（聲：伊藤美來）
來自《宿命迴響：命運節拍》當中的奏者。
現在因為不信任交響樂團而拒絕聽從他們的指令，處於在外獨自旅行的狀態。直到聽到磔人甦醒的消息，才前往柏林探視。
命運（珂賽特）（聲：若山詩音）
來自《宿命迴響：命運節拍》當中的奏者。
突然在樂譜保管室中出現的存在，不知為何一開始只有磔人、命運、瓦爾基麗與泰坦能看見。沒有過去的記憶，但對磔人等人有模糊的印象。

#### 遊戲《宿命迴響 takt op.》未公開奏者
未完成
黑娃娃的步態舞
培爾·金特
弄臣
查拉圖斯特拉如是說
《牧神午後》序曲

### 交響樂團

#### 動畫《宿命迴響：命運節拍》中登場
萊尼（聲：日野聰）
全名萊納德・弗萊哈特（レナード・フライハート），「巨人」的指揮者。在磔人和命运的第一战时出现救下他们，并解释和指导磔人指挥奏者的经验。认为命运的诞生并非通过交响乐团正常产生奏者的程序生成，建议带命运到纽约交响乐团进行检查。对于D2的重新大量出现而感到怀疑，暗中四处行动，其中包括捣毁拉斯维加斯的隐秘赌场，收集赌场主人利用交响乐团的关系挪用政府救济金的证据，之后在察觉到辛德勒攻击磔人时及时赶到延缓了部分攻击。在紐約為了告知磔人關於波士頓的真相時，與扎甘發生激戰，最終為了保護磔人而被天國射殺。
原大提琴手，原為磔人父親朝雛賢二的學生。
菲力克斯・辛德勒（聲：浪川大輔）
原「地獄」的指揮者，紐約交響樂團首席指揮官，擁有獨裁者思維。本身不喜欢音乐，认为自己的才能出众而蔑视贫民，包括磔人。即使被下达不许接触磔人的命令，仍执意攻击磔人，并承认故意召唤吸引D2而导致了珂賽特的死亡，之后被天国带令撤销首席指揮官的职务并被收回了「地獄」。現已被逮捕
扎甘（聲：花輪英司）
紐約交響樂團的總指揮。故事開始4年前，2037年10月14日发表《扎甘宣言》，要求人们停止音乐活动来避免吸引D2。認識磔人的父親，在得知磔人和「命運」的相關事蹟後，正與「天國」商討此事，并对磔人的能力赋予厚望，下达了不许接触磔人的命令。在萊尼试图告知磔人十年前波士顿其父亲賢二死亡的真相时出现阻止并发生激战，期间间接承认了十年前的波士顿D2袭击就是他引起的。
最终揭示了由于长年和D2无休止无胜算的战争中感到绝望，暗中在纽约交响乐团地下培养黑色陨石，最终引发大爆发，试图吸引全部D2再摧毁整个美国来实现消灭全部D2。但最后被磔人阻止并刺死。

#### 遊戲《宿命迴響 takt op.》中登場
希爾德（聲：瀨戶麻沙美）
柏林交響樂團的管理官。
艾薇兒・伯格曼（聲：須藤叶希）
隸屬於柏林交響樂團的見習指揮家。
尼古拉斯・卡瓦利埃（聲：伊瀨茉莉也）
隸屬於柏林交響樂團的見習指揮家。
多明尼克（聲：竹本英史）
柏林交響樂團的研究員。
姆塔（聲：桑原由氣）
柏林交響樂團中的AI機器人，磔人甦醒後成為他的專屬裝置，負責支援他與奏者們。
雖是屬於磔人的輔助裝置，但在立場上完全是站在交響樂團的規則與利益之上，有時會做出不近人情的發言。

### 其他角色

#### 動畫《宿命迴響：命運節拍》中登場
夏洛特・施耐德（聲：加隈亞衣）
紐約交響樂團的科學家，安娜和珂賽特的姊姊，雙腿殘疾，以輪椅代步。
施耐德夫婦（聲：小若和郁那（母親））
安娜、珂賽特、夏洛特的父母親。目前居住在紐約。

## 用語
D2
DespairDolls（絕望之獸）的簡稱，至黑夜殞鐵中誕生的怪物，對人類具有攻擊性。
體型外貌各有不同，但都有著一副戴著面具的臉部，體內則有著一個黑夜殞鐵作為核心。
對音樂極其敏感，且非常排斥。一旦在其聽力範圍內聽到任何音樂，都會群起而攻之。
黑夜隕鐵
西元2022年左右，隨獅子座流星雨掉落的黑色隕石，D2的誕生之處。
大小不一，有些小如石子，有些則高如山岳。尋常武器難以摧毀，只能由擁有哈爾莫妮亞礦石能量的奏者破壞。
哈爾莫妮亞礦石
在二十一世紀初的一場獅子座流星雨時，自宇宙掉落的奇特礦物，有著能將音樂轉變成能量的性質。
交響樂團
又稱辛弗尼卡，以消滅D2、拯救人類為目標的組織，聚集了許多對抗D2的奏者與指揮者。
奏者
運用「哈爾莫妮亞礦石」能量的人類，交響樂團創造的人形兵器。
只有特定資質的人才能擔任，數量極為稀有。製造方法由交響樂團壟斷，身上還具有許多未解的秘密。
體內寄宿著過往音樂家所譜寫的樂譜，藉由哈爾莫妮亞礦石轉化成對抗黑夜隕鐵與D2的力量。但作為代價，會失去成為奏者之前的記憶，人格也會發生變化。
f孔
奏者的力量源泉，同時也是她們隨身佩戴的配件，由哈爾莫妮亞礦石製成。
雖然它不容易被摧毀，然而一旦其受到破壞就意味著奏者的死亡。

## 宣傳
2021年3月26日，首次公佈關於本作的消息。6月7日，在網路直播節目中公佈手機遊戲的詳情，宣佈主題曲為中島美嘉主唱的《SYMPHONIA》。6月27日，在MAPPA十週年紀念活動「MAPPA STAGE 2021 -10th Anniversary-」上公佈電視動畫的詳情：動畫由MAPPA和MADHOUSE共同製作，將於10月4日在東京電視網首播。9月5日，在網絡直播節目中公開關於電視動畫的新資訊。
2022年9月26日，網路直播公開手機遊戲部分畫面及延期上市公告。

## 電視動畫

### 製作人員
- 原作：DeNA、廣井王子
- 導演：伊藤祐毅
- 系列構成：吉村清子
- 人物原案：LAM
- 人物設定：長澤禮子
- 總作畫監督：長澤禮子、菅野利之
- 動作指導：岩澤亨
- D2設計：原科大樹
- 武器設計：前並武志
- 美術監督：宇佐美哲也
- 色彩設計：末永絢子
- 3DCG建模指導：玉井真廣
- 3DCG動畫指導：小野英希
- 攝影監督：
- 編輯：木村佳史子
- 音樂：池賴廣
- 音響監督：鄉文裕貴
- 動畫製作：MAPPA、MADHOUSE[18]

### 主題曲
片頭曲《takt》
作詞、作曲、編曲：ryo（supercell），主唱：、gaku
片尾曲《SYMPHONIA》
作詞、作曲、编曲：rionos，主唱：中岛美嘉

### 各話列表
| 話數       | 日文標題 | 中文標題                | 劇本               | 分鏡                       | 演出                         | 作畫監督 | 動作作畫監督                         | 總作畫監督         | 首播日期 （2021年） |
| ---------- | -------- | ----------------------- | ------------------ | -------------------------- | ---------------------------- | --- | ------------------------------------ | ------------------ | ------------------- |
| Chapter 1  |          | 指揮 -信條-             | 吉村清子           | 三浦貴博                   | 重原克也                     | 長澤禮子 | 岩澤亨                               | 長澤禮子           | 10月5日             |
| Chapter 2  |          | 音樂 -靈魂轉世-         | 吉村清子           | 伊藤祐毅                   | 金子貴弘                     | 菅野利之、北村晉哉、山﨑繪美、阿久澤友惠、吉岡勝、宮地聰子、當真柚、皆川愛香利、、STUDIO MASSKET | 近藤高光                             | 菅野利之           | 10月12日            |
| Chapter 3  |          | 覺醒 -旅程-             | 吉村清子           | 岩澤亨、伊藤祐毅、清水健一 | 北川朋哉                     | 瀨尾健 | 岩澤亨                               | 長澤禮子           | 10月19日            |
| Chapter 4  |          | 開演 -演出開始-         | 一色恒佑、吉村清子 | 宮澤努                     | 、平向智子、金子貴弘         | 佐佐木幸惠、本田敬一、阿久澤友惠、程震雷、邱明哲、松原一之、、石川小百合、齊田惠瑠、岡崎洋美、阿比留隆彥、辻村幸輝、井上修一、羅燦然、湯團、何紫薇、唐案舒、王振、龍光、明光、毛應星、STUDIO MASSKET | 邵伊怡、有田周平、近藤高光、川原智弘 | 菅野利之           | 10月26日            |
| Chapter 5  |          | 騎行 -女武神-           | 金田一明           | 清水健一                   | 須藤瑛仁                     | 原科大樹 | 岩澤亨                               | 長澤禮子           | 11月2日             |
| Chapter 6  |          | 朝陽 -雄鸡-             | 吉村清子           | 佐藤雅子                   | 金子貴弘、下司泰弘、西山壯海 | 早川加壽子、山崎繪美、、永川桃子、柳瀨讓二、宮地聰子、竹谷徹平、阿久澤友惠、邱明哲、岡崎洋美、齊田惠瑠、、無錫市淏明動漫、吴耀、羅燦然、、、春歸映画                                                 | 不適用                               | 菅野利之、高原修司 | 11月9日             |
| Chapter 7  |          | 真實 -雜音-             | 金田一明           | 久保雄介                   | 久保雄介                     | 戶澤東、五月麻帆、早川加壽子、堀内優、高橋萬帆、松原一之、、清水麻未、羅萍、、Revival、ONEORDER、、                                                                                                  | 村松尚雄、川原智弘                   | 菅野利之、高原修司 | 11月16日            |
| Chapter 8  |          | 命運 -珂赛特-           | 金田一明           | 清水健一                   | 沖田博文                     | 長坂慶太、長澤禮子 | 岩澤亨                               | 長澤禮子           | 11月23日            |
| Chapter 9  |          | 家族 -英雄-             | 吉村清子           | 、石川依穗                 | 、石川依穗                   | 邱明哲、羅燦然、潘正天、王維慶、戶澤東、、早川加壽子、松原一之、五月麻帆、長田雄樹、上宇都辰夫、Yu Seunr Hee、、STUDIO MASSKET、無錫市淏明動漫                                                       | 不適用                               | 菅野利之、高原修司 | 11月30日            |
| Chapter 10 |          | 師徒 -萊尼-             | 金田一明           | 北川朋哉                   | 北川朋哉                     | 長澤禮子、長坂慶太、須藤瑛仁 | 岩澤亨                               | 長澤礼子           | 12月7日             |
| Chapter 11 |          | 迎戰 -奧菲歐-           | 吉村清子           | 宮繁之                     | 下司泰弘、金子貴弘           | 早川加壽子、山崎繪美、櫻井拓郎、岡崎洋美、吉村冬產、邱明哲、羅燦然、王維慶、戶澤東、、松原一之、五月麻帆、程震雷、羅萍、明光、黄鳳、慧敏、Yu Seunr Hee                                               | 村松尚雄、川原智弘                   | 菅野利之、高原修司 | 12月14日            |
| Chapter 12 |          | 託付之人（磔人） -希望- | 吉村清子           | 清水健一、重原克也         | 重原克也                     | 原科大樹、長澤禮子 | 岩澤亨                               | 長澤禮子           | 12月21日            |

### 播映平台
日本深夜動畫：下文記載的日本国内播放時間使用日本標準時間（UTC+9）表示。因為部分時間标识會採用30小时制，因此請留意这类超过24:00的时间，其實際播放時間為翌日清晨。
| 播放日期                | 播放時間（UTC+9）    | 播放電視台   | 播放地區       | 備註             |
| ----------------------- | -------------------- | ------------ | -------------- | ---------------- |
| 2021年10月5日－12月21日 | 星期二 24:00 - 24:30 | 東京電視台   | 關東廣域圏     |                  |
| 2021年10月5日－12月21日 | 星期二 24:00 - 24:30 | 大阪電視台   | 大阪府         |                  |
| 2021年10月5日－12月21日 | 星期二 24:00 - 24:30 | 愛知電視台   | 愛知縣         |                  |
| 2021年10月5日－12月21日 | 星期二 24:00 - 24:30 | 北海道電視台 | 北海道         |                  |
| 2021年10月5日－12月21日 | 星期二 24:00 - 24:30 | 瀨戶內電視台 | 岡山縣、香川縣 |                  |
| 2021年10月5日－12月21日 | 星期二 24:00 - 24:30 | TVQ九州放送  | 福岡縣         |                  |
| 2021年10月5日－12月21日 | 星期二 24:00 - 24:30 | BS東視       | 日本全國       |                  |
| 2021年10月8日－12月24日 | 星期五 21:00 - 21:30 | AT-X         | 日本全國       | 衞星廣播，有重播 |

| 國家或地區 | 播映平台                                                                               | 播映日期                | 播映時間              | 備註          |
| --- | -------------------------------------------------------------------------------------- | ----------------------- | --------------------- | ------------- |
| 孟加拉國、不丹、文萊、柬埔寨、斐濟、關島、香港、印度、印度尼西亞、老撾、澳門、馬來西亞、馬爾代夫、馬紹爾群島、毛里求斯、密克羅尼西亞、蒙古、緬甸、瑙魯、尼泊爾、新喀裡多尼亞、北馬里亞納島、巴基斯坦、帕勞、巴布亞新幾內亞、菲律賓、薩摩亞、塞舌爾、新加坡、所羅門島、韓國、臺灣、大溪地、東帝汶、泰國、湯加、圖瓦盧、瓦努阿圖、越南 | Ani-One Asia YouTube頻道                                                               | 2021年10月5日－12月21日 | 星期二 24:00（UTC+8） | [ 21 ]        |
| 臺灣 | 巴哈姆特動畫瘋、KKTV、friDay影音、myVideo、Hami Video 中華電信MOD、LINE TV、CATCHPLAY+ | 2021年10月5日－12月21日 | 星期二 24:00（UTC+8） | [ 22 ] [ 23 ] |
| 香港 | Viu                                                                                    | 2021年10月5日－12月21日 | 星期二 24:00（UTC+8） | [ 24 ]        |
| 中國大陸 | bilibili                                                                               | 2021年10月5日－12月21日 | 星期二 24:00（UTC+8） | [ 25 ]        |
| 香港、澳門、臺灣 | bilibili                                                                               | 2021年10月5日－12月21日 | 星期二 24:00（UTC+8） | [ 26 ]        |
| 泰國、馬來西亞、新加坡、印度尼西亞、越南 | bilibili Global                                                                        | 2021年10月5日－12月21日 | 星期二 24:00（UTC+8） | [ 27 ]        |

### 電視動畫
1. 1 2 3 4 5 6 7  电视动画第2集
2. 1 2 3 4 5 6  电视动画第3集
3. 1 2  电视动画第1集
4. 1 2 3 4  电视动画第12集
5. 1 2 3  电视动画第5集
6. 1 2 3  电视动画第8集
7. 1 2 3  电视动画第7集
8. 1 2 3  电视动画第11集
9. ↑  电视动画第6集
10. 1 2 3 4  电视动画第10集
11. ↑  电视动画第4集
12. 1 2  电视动画第9集

### 其他
1. ↑  .   [2023-07-21]. （原始内容存档于2023-07-21）.
2. ↑  .   [2023-07-27]. （原始内容存档于2023-07-27）.
3. ↑  .   [2023-07-27]. （原始内容存档于2023-11-27）.
4. ↑  .   [2023-07-21]. （原始内容存档于2023-07-21）.
5. ↑  .   [2023-07-21]. （原始内容存档于2023-07-21）.
6. ↑  . ゲーム『takt op. 運命は真紅き旋律の街を』公式サイト(タクトオーパス).   [2024-07-26]. （原始内容存档于2024-05-26） （日语）.
7. ↑  @taktop_symphony.  (推文). 2024-02-08 –Twitter.
8. ↑  . 2024-05-10. 感谢各位指挥家长久以来一直给予《宿命回响：弦上的叹息》的支持与厚爱，由于业务发展上的调整，我们很遗憾的宣布《宿命回响：弦上的叹息》将于2024年7月30日14时终止运营
9. 1 2 3 4 5 6 7 8 9 10  . 電視動畫官方網站.   [2021-11-27]. （原始内容存档于2022-01-17） （日语）.
10. 1 2 3 4 5 6 7 8 9 10 11 12 13 14 15 16 17 18 19 20 21 22 23 24 25 26 27 28 29 30 31 32 33 34 35 36 37 38 39  . 手機遊戲官方網站. 2021-09-17  [2021-09-21] （日语）.
11. ↑  . Natalie. 2021-03-26  [2021-04-11]. （原始内容存档于2021-04-11） （日语）.
12. ↑  . Natalie. 2021-06-07  [2021-06-27]. （原始内容存档于2021-06-27） （日语）.
13. ↑  . Natalie. 2021-06-27  [2021-06-27]. （原始内容存档于2021-07-07） （日语）.
14. ↑  『takt op.Destiny』公式生配信　～放送まで1カ月！新情報公開SP～ （页面存档备份，存于）. MAPPA官方YouTube頻道. 2021-09-05 [2021-09-05].（日語）.
15. ↑  . ゲーム『takt op. 運命は真紅き旋律の街を』公式サイト(タクトオーパス).   [2022-09-26]. （原始内容存档于2022-10-05） （日语）.
16. ↑  . 電視動畫官方網站.   [2021-10-16]. （原始内容存档于2022-01-17） （日语）.
17. ↑  . 電視動畫官方網站.   [2021-09-27]. （原始内容存档于2021-09-05） （日语）.
18. ↑  . AT-X.   [2021-09-27]. （原始内容存档于2022-01-28） （日语）.
19. ↑  . Ani-One Asia YouTube頻道. 2021-09-27  [2021-09-27]. （原始内容存档于2022-04-21） （英语及中文（繁體））.
20. ↑  . 巴哈姆特動畫瘋Facebook專頁. 2021-09-27  [2021-09-29].
21. ↑  . Ani-One台灣 官方Instagram帳戶. 2021-09-27  [2021-09-30].
22. ↑  . Viu Hong Kong Facebook專頁. 2021-10-05  [2021-10-05] （中文）.
23. ↑  . 2021-09-30  [2021-09-30]. （原始内容存档于2022-06-18） （中文（简体））.
24. ↑  . 2021-09-30  [2021-09-30]. （原始内容存档于2022-04-25） （中文（繁體））.
25. ↑  . 2021-09-30  [2021-09-30]. （原始内容存档于2021-09-30） （泰语、英语、中文（简体）、印度尼西亚语及越南语）.

## 外部連結
- 官方网站：日文、繁體中文、英文、韓文、泰文、簡體中文

- 日文版官方
  - 日文官方Twitter （页面存档备份，存于）
  - 日文官方YouTube （页面存档备份，存于）

- 國際版官方
  - 繁中官方Facebook （页面存档备份，存于）
  - 繁中官方YouTube （页面存档备份，存于）
  - 東南亞官方Facebook
  - 東南亞官方YouTube （页面存档备份，存于）
  - 英文官方Twitter （页面存档备份，存于）
  - 英文官方Facebook
  - 英文官方Instagram
  - 英文官方Reddit （页面存档备份，存于）
  - 英文官方YouTube （页面存档备份，存于）
  - 韓文官方Twitter （页面存档备份，存于）
  - 韩文官方NAVER （页面存档备份，存于）
  - 韩文官方Naver Game （页面存档备份，存于）
  - 韩文官方KakaoTalk （页面存档备份，存于）
  - 韩文官方YouTube （页面存档备份，存于）

- 簡體中文版官方
  - 简中官方微博 （页面存档备份，存于）
  - 简中官方bilibili

- 電視動畫官方
  - 電視動畫官方網站 （页面存档备份，存于）
  - 電視動畫官方Twitter （页面存档备份，存于）
  - 東京電視台官方網站 （页面存档备份，存于）